# Abner Weyman Colgate
Abner Weyman Colgate (* 30. August 1838 in New York; † 20. März 1904 in Pasadena, Kalifornien) war ein amerikanischer Unternehmer, Autor und Mäzen.

## Leben
Abner Weyman Colgate entstammte der wohlhabenden Industriellenfamilie Colgate, deren Name noch heute durch ihre Pflegemittel und Zahnpasta weltweit bekannt ist, und war der Sohn des Robert Colgate und der Cornelie F. Weyman (und Enkel des Firmengründers William Colgate). Er studierte an der Yale University. Im Jahr 1858 beendete er sein Studium und ging danach auf „Tour“ durch Europa – typisch für Söhne reicher Ostküsten-Familien.
Ab 1861 arbeitete er in der väterlichen Firma R. Colgate & Co. in New York. In diesem Zusammenhang unternahm er häufige Reisen nach Europa. Am 23. November 1869 heiratete er in Manhattan Charlotte Elizabeth Blake (??–1880), die Tochter von Stephen Mann Blake und Elizabeth Ann Hoyt. Im Jahr 1878 zog er sich aus dem aktiven Geschäftsleben zurück, unterhielt aber bis 1895 ein „privates Büro“. 1883 heiratete er in zweiter Ehe Margaret Garr. Sponsor war er unter anderem für das American Museum of Natural History, Metropolitan Museum of Art und die American Geographical Society.
Unerwartet erlag Abner Colgate kinderlos am 20. März 1904 in Pasadena einem Herzinfarkt. Er war Mitglied der St. Peter´s Protestant Episcopal Church in Morristown seinem letzten Wohnort.

## Colgates Besuch in Bad Kissingen
Colgates Reisebericht „Drei Wochen in Kissingen“ ist eine historische Quelle, die erstaunliche Beziehungen zwischen Bad Kissingen und den USA aufzeigt. So wird in dem Text zweimal von künstlichem Kissinger Wasser berichtet, welches in den Vereinigten Staaten hergestellt wurde. Bisher ließen sich vier Firmen belegen, die „Kissingen Water“ produzierten. Es handelt sich dabei um die Firmen Angerstein in El Paso (Texas), Read in Baltimore (Maryland), Hanbury Smith in Cincinnati (Ohio) und Saratoga Kissingen in Saratoga (New York). In dem Buch von M. L. H. Arnold Snow Mechanical Vibration and its Therapeutic Application wird von 'Kissengen tablets' (also Tabletten) gesprochen, die man in Wasser auflösen könne, um kissingen water zu erhalten.
In den reichen Familien der amerikanischen Ostküste galt es als obligatorisch, sich länger in Europa aufzuhalten. So schickte man hauptsächlich die jungen Männer auf Tour oder zum Studium nach Deutschland. Galt doch besonders das deutsche Universitätssystem damals als vorbildlich und man versuchte, es in den USA zu kopieren.
Abner Colgates Aufenthalt in Europa war aber geschäftlicher Natur. 1867 schickte ihn ein Londoner Arzt zur Kur nach Bad Kissingen. Seine Gesundheit war offensichtlich zeit seines Lebens angeschlagen. Er zog sich früh aus dem aktiven Geschäftsleben zurück und hielt sich auch öfter zu Sommerfrischen in den amerikanischen Südstaaten auf. Auch sein plötzlicher Tod wird mit seinen Gesundheitsproblemen in Verbindung gebracht.

## Werke
- The Development of American Architecture, The Continental Monthly, New York 1864, Volume V, Seite 466 ff.
- Three weeks at Kissingen. The Galaxy Miscellany, New York 1868, Volume VI, Seite 262 ff.
- Steam Travel in Cities, Putnam´s Magazine, New York 1869, third volume, Seite 81 ff.
- Can the Trip to Europe Be Shortened?, The Galaxy, New York 1873, Volume XX, Seite 41 ff.